# Ōban, Star-Racers
Ōban, Star-Racers est une série télévisée d'animation 2D et 3D franco-japonaise en 26 épisodes de 22 minutes 30 s, créée par Savin Yeatman-Eiffel et co-réalisée par Savin Yeatman-Eiffel Thomas Romain, produite par Sav! The World Productions et Jetix Europe, en association avec Hal Film Maker et Bandai Visual, ainsi que la participation de France 3. La série a été diffusée avec succès dans plus de 120 pays dans le monde, notamment aux États-Unis, à partir du 23 septembre 2006 sur ABC Family et sur Toon Disney, au Japon à partir du 6 octobre 2007 sur NHK BS2 et en France entre le 12 avril 2006 et le 6 décembre 2006 sur France 3, dans France Truc puis dans Toowam, et à partir du 31 août 2006 sur Jetix France puis rediffusée sur Mangas.
Savin Yeatman-Eiffel travaille depuis 2017 sur un projet de suite ou de spinoff.
Pour fêter l'anniversaire des 15 ans de la série, un évènement est organisé dans la grande salle de l'Escurial à Paris le 4 décembre 2021 où Savin Yeatman-Eiffel présente, entre autres, pour la première fois le détail des projets de suite d'Oban en développement. 
Le 1er février 2022 est lancée une campagne de financement participatif sur Kickstarter pour sortir Oban en Blu-ray dans son format HD d'origine et soutenir le développement de nouveaux projets liés à Oban. C'est un très gros succès : plus de 4000 contributeurs internationaux apportent €377,056 de financement (à peu près 410.000 US$). Les Blu-rays sont disponibles depuis début 2023. 

## Synopsis
En 2082, la Terre connait la paix depuis plusieurs années après une guerre meurtrière contre le peuple extraterrestre Crog. Une jeune mécanicienne de génie, Eva Wei, 15 ans, s'échappe du pensionnat Stern dans lequel son père, Don Wei, le meilleur manager international de courses de Star-Racer, l'a laissée près de 10 ans sans donner aucune nouvelle.
Eva décide de le retrouver mais celui-ci ne la reconnait pas… Faute de savoir comment réagir, elle décide alors d'entrer dans son équipe sous le pseudonyme de Molly. Mais Don Wei est réquisitionné par le Président de la Coalition Terrienne pour participer à la grande course d'Ōban qui a lieu tous les 10 000 ans. En effet, il apprend que la Terre n'a en réalité jamais gagné la guerre contre les Crogs ! Lors de la bataille finale, un être nommé l'Avatar est apparu et a invité tous les peuples de la galaxie à participer à cette course mystérieuse pour remporter le Prix Ultime, déclenchant ainsi une trêve inter-galactique qui a momentanément sauvé la Terre. Don Wei part en emmenant sa meilleure équipe et, sans le savoir, sa propre fille.

## Personnages
- Molly (Eva Wei) : c'est l'héroïne de la série. Au début, elle s'enfuit de la pension Stern pour retrouver son père mais tout ne se passera pas comme prévu. Elle prendra alors le pseudonyme de Molly pour rejoindre l'équipe terrienne. Elle s'y connait en mécanique, mais elle est aussi impulsive et imprévisible.
- Don Wei : manager de l'écurie Wei Race, il sera choisi pour diriger l'équipe terrienne. Sec et autoritaire, Don Wei refuse de voir des femmes au volant depuis l'accident tragique de sa femme.
- Arrow : c'est le Star-Racer (vaisseau de course) de l'équipe terrienne. Pouvant être considéré comme un personnage à part entière, il évoluera au fur et à mesure de l'avancée de la compétition.
- Jordan Wilde : c'est l'artilleur de l'Arrow. Détestant les Nourasiens pour la simple et bonne raison qu'ils sont alliés avec les Crogs, il est souvent assez peu respectueux envers ses adversaires.
- Rick Thunderbolt : pilote de l'Arrow découvert par Don Wei, Rick enchaîne les victoires sur Terre mais finit par se lasser de son manager et quitte l'écurie.
- Stan et Koji : mécaniciens de l'Arrow réquisitionnés pour la compétition, ils sont spécialisés chacun dans un domaine : la propulsion pour Stan et l'informatique pour Koji.
- Prince Aikka : le prince des Nourasiens est un adversaire de l'équipe terrienne. Son Star-Racer est un scarabée géant appelé Gdar.

## L'univers d'Ōban, Star-Racers

### La Terre
La Terre est dans une situation délicate, sa force militaire n'est pas assez puissante pour contrer une éventuelle attaque ennemie des Crogs et la trêve d'Oban touche à sa fin. Le président ne fait pas confiance aux extraterrestres et refuse de former des alliances, ce qui ne laisse qu'un seul choix à la Terre pour ne pas sombrer : gagner la grande course d'Ōban !

### Grande Course d'Oban
À l'épicentre de la galaxie, Ōban la planète mère et sa grande course.
Les 288 équipes sont réparties sur trois planètes équidistantes d'Ōban qui reçoivent les phases de présélections : Arouas, Darouar et Sangrar.

#### Pré-sélection

##### Arouas
À plus de 20 000 années-lumière de la Terre, Arouas accueille 96 concurrents, dont l'équipe terrienne.

###### Première phase
En phase de présélection (les quatre premiers tours), les participants s'affrontent en duels éliminatoires sur des circuits fermés. Tous les moyens sont permis pour gagner à condition de ne pas attenter volontairement à la vie de l'adversaire. Une règle spéciale permet aux juges de course de tirer au sort le type d'épreuve (course avec pièges, cibles ou arène fermée).
Courses de la Terre
- 1er tour : Terre VS Pirus
  - Terre : Rick et Jordan à bord de l'Arrow I
  - Grooor : Grooor à bord de l'Apocalypse
  - Terrain : normal en journée
  - Résultat : match nul dû à un sabotage, l'Arrow I est détruit

- 1er tour v2 : Terre VS Pirus
  - Terre : Molly et Jordan à bord de l'Arrow II
  - Grooor : Grooor à bord de l'Apocalypse
  - Terrain : normal en journée
  - Résultat : victoire de la Terre

- 2e tour : Terre VS Arouas
  - Terre : Molly et Jordan à bord de l'Arrow II
  - Arouas : Flint et Marcel à bord de la Flying Fortress
  - Terrain : piégé en journée
  - Résultat : victoire de la Terre

- 3e tour : Terre VS Mong
  - Terre : Rick+Molly et Jordan à bord de l'Arrow II
  - Mong : Cérès à bord du Diapason
  - Terrain : normal en nocturne sous la pluie
  - Résultat : victoire de la Terre

- 4e tour : Terre VS Méta
  - Terre : Molly et Jordan à bord de l'Arrow II
  - Meta : Para-Dice à bord du TV Ball
  - Terrain : arène en journée
  - Résultat : victoire de la Terre

Autres courses
- 1er tour : Nourasie VS Hortlm
  - Nourasie : Aikka sur le scarabée Gdar
  - Hortlm : inconnu
  - Terrain : normal en journée
  - Résultat : victoire de la Nourasie

- 1er tour : Arouas VS Inconnu
  - Arouas : Flint et Marcel à bord de la Flying Fortress
  - Terrain : normal en journée
  - Résultat : victoire d'Arouas

Qualifiés : Terre, Nourasie, Byrus, Crogs, Adalou et Phils

###### Seconde phase
Il ne reste que six équipes qui s'affrontent en duel à tour de rôle sur six courses. Lors de la sixième course, les équipes auront à affronter un des adversaires une seconde fois après tirage au sort. En fait, l'adversaire de la sixième course de chaque équipage sera le même que pour la première.
Courses de la Terre
- 1re course : Terre VS Crogs
  - Terre : Molly et Jordan à bord de l'Arrow II
  - Crogs : Colonel Toros à bord du Trident
  - Terrain : normal en journée
  - Résultat : victoire des Crogs et destruction de l'hyperdrive

- 2e course : Terre VS Nourasie
  - Terre : Molly et Jordan à bord de l'Arrow II
  - Nourasie : Aikka sur le scarabée Gdar
  - Terrain : normal en journée
  - Résultat : victoire de la Nourasie

- 3e course : Terre VS Adalou
  - Terre : Molly et Jordan à bord de l'Arrow II
  - Adalou : Super-Racer à bord du Super Requin
  - Terrain : normal en journée
  - Résultat : victoire de la Terre

- 4e course : Terre VS Byrus
  - Terre : Molly et Jordan à bord de l'Arrow II
  - Byrus : Rush à bord du Stone Crusher
  - Terrain : avec cibles en journée (celui qui en détruit le plus gagne)
  - Résultat : victoire de la Terre

- 5e course : Terre VS Phils
  - Terre : Molly et Jordan à bord de l'Arrow II
  - Phils : Spirit à bord du Flying Wing
  - Terrain : normal en nocturne
  - Résultat : victoire des Phils et destruction de l'Arrow II

- 6e course : Terre VS Crogs
  - Terre : Molly et Jordan à bord de l'Arrow III
  - Crogs : Colonel Toros à bord du Trident
  - Terrain : normal en journée
  - Résultat : victoire de la Terre

Autres courses
- 1re course : Phils VS Nourasie
  - Phils : Spirit à bord du Flying Wing
  - Nourasie : Aikka sur le scarabée Gdar
  - Terrain : normal en journée
  - Résultat : victoire des Phils

- 5e course : Byrus VS Crogs
  - Byrus : Rush à bord du Stone Crusher
  - Crogs : Toros à bord du Trident
  - Terrain : normal en journée
  - Résultat : victoire des Crogs

- 6e course : Phils VS Nourasie
  - Phils : Spirit à bord du Flying Wing
  - Nourasie : Aikka sur le scarabée Gdar
  - Terrain : normal en journée
  - Résultat : victoire de la Nourasie

On peut aussi déduire les résultats et l'ordre des autres courses de la seconde phase:
1er tour : victoire d'Adalou contre Byrus
2e tour : victoire de Byrus contre les Phils, victoire des Crogs contre Adalou
3e tour : victoire de la Nourasie contre Byrus, victoire des Crogs contre les Phils
4e tour : victoire des Crogs contre la Nourasie, victoire d'Adalou contre les Phils
5e tour : victoire de la Nourasie contre Adalou
6e tour : victoire d'Adalou contre Byrus par forfait
Qualifiés : Crogs (5 victoires), Nourasie (4 victoires) et Terre (3 victoires)
Éliminés : Adalou (3 victoires) éliminé par la règle de l'affrontement directe (avec la Terre), Phils (2 victoires), Byrus (1 victoire)

##### Darouar et Sangrar
Qualifiés : Sul, Ondaï, Ning et Skun, Muir, Lord Furter, Õ

#### La finale
Les 9 finalistes se retrouvent sur Ōban et courent ensemble lors des 9 courses. Cette fois il s'agit de valider chaque point de passage obligatoire en passant à travers les Portes de Pierre magiques, n'acceptant qu'un seul passage simultanément. Les 3 premiers de chaque étape marquent respectivement 9, 6 et 3 points. Le vainqueur est celui qui a le plus de points au terme des 9 courses.
1re course
- Lieu : Canyon
- Nombre de portes : 4

Classement
1. Sul
2. Õ
3. Kross

Classement général
1. Sul (9 pts)
2. Õ (6 pts)
3. Kross (3 pts)
4. Ning et Skun (0 pts)
5. Molly et Jordan (0 pts)
6. Ondaï (0 pts)
7. Muir (0 pts)
8. Aikka (0 pts)
9. Lord Furter (0 pts)

2e course
- Lieu : Mer des temples en ruines
- Nombre de portes : 5

Classement
1. Ning et Skun
2. Ondaï
3. Sul
4. Molly et Jordan

Classement général
1. Sul (12 pts)
2. Ning et Skun (9 pts)
3. Õ (6 pts)
4. Ondaï (6 pts)
5. Kross (3 pts)
6. Molly et Jordan (0 pts)
7. Muir (0 pts)
8. Aikka (0 pts)
9. Lord Furter (0 pts)

3e course
- Lieu : Jungle de trèfles géants
- Nombre de portes : 6

Classement
1. Kross
2. Aikka
3. Ning et Skun
4. Molly et Jordan

Classement général
1. Sul (12 pts)
2. Kross (12 pts)
3. Ning et Skun (12 pts)
4. Õ (6 pts)
5. Ondaï (6 pts)
6. Aikka (6 pts)
7. Molly et Jordan (0 pts)
8. Muir (0 pts)
9. Lord Furter (0 pts)

4e course
- Lieu : Sommet d'une chaine de montagnes
- Nombre de portes : 1

Classement
1. Molly et Jordan

La porte se trouvait sous la glace, à l'intérieur même de la chaîne de montagnes. Molly et Jordan l'ont trouvée par hasard et ils ont été les seuls à la franchir. La porte a été détruite peu de temps après à la suite de l'effondrement de nombreux blocs de pierre et de glace. Les autres concurrents l'ont cherchée pendant un moment sans la trouver.
Classement général
1. Sul (12 pts)
2. Kross (12 pts)
3. Ning et Skun (12 pts)
4. Molly et Jordan (9 pts)
5. Õ (6 pts)
6. Ondaï (6 pts)
7. Aikka (6 pts)
8. Muir (0 pts)
9. Lord Furter (0 pts)

5e course
- Lieu : rivière d'acide
- Nombre de portes : inconnu

Classement
1. Sul
2. Kross
3. Lord Furter

Classement général
1. Sul (21 pts)
2. Kross (18 pts)
3. Ning et Skun (12 pts)
4. Molly et Jordan (9 pts)
5. Õ (6 pts)
6. Ondaï (6 pts)
7. Aikka (6 pts)
8. Lord Furter (3 pts)
9. Muir (0 pts)

6e course
- Lieu : Centre/Cœur d'Ōban
- Nombre de portes : 1

Classement
1. Sul

La porte a été détruite après le passage de Sul, il est donc le seul à marquer des points.

Classement général
1. Sul (30 pts)
2. Kross (18 pts)
3. Ning et Skun (12 pts)
4. Molly et Jordan (9 pts)
5. Õ (6 pts)
6. Ondaï (6 pts)
7. Aikka (6 pts)
8. Lord Furter (3 pts)
9. Muir (0 pts)

7e course
- Lieu : Labyrinthe en ruines
- Nombre de portes : inconnu

Classement
1. Kross
2. Aikka
3. Molly et Jordan

Sul disparait lors de cette course.
Classement général
1. Kross (27 pts)
2. Ning et Skun (12 pts)
3. Aikka (12 pts)
4. Molly et Jordan (12 pts)
5. Õ (6 pts)
6. Ondaï (6 pts)
7. Lord Furter (3 pts)
8. Muir (0 pts)
9. Sul (disparu)

8e course
- Lieu : Labyrinthe puis canyon
- Nombre de portes : 3

Lors de la descente, juste avant le passage de la 2e porte, Kross a attaqué Õ qui a renvoyé l'attaque sous la forme d'une grosse vague de lumière. Personne n'a terminé la course et Molly a perdu le contrôle de l'Arrow III qui s'est écrasé au fond du canyon. Après un long périple pour remonter à la surface, elle et Jordan se sont retrouvés dans le temple du cœur où ils ont eu une discussion avec les créateurs avant de se retrouver chez Satis en passant par un portail lumineux. L'Arrow III a été ramené dans le vaisseau de l'équipe terrienne puis réparé par Stan et Koji pour pouvoir participer à la dernière course. 
9e course
- Lieu : Ruines
- Nombre de portes : 1

Les points sont doublés. La course a été émaillée par de multiples affrontements entre pilotes. Molly a résisté aux assauts de Kross et a été la seule à franchir la porte, menant l'équipe terrienne à la victoire de la grande course d'Ōban.
Classement
1. Molly et Jordan

Classement général final
1. Molly et Jordan (30 pts)
2. Kross (27 pts)
3. Ning et Skun (12 pts)
4. Aikka (12 pts)
5. Ō (6 pts)
6. Ondaï (6 pts)
7. Lord Furter (3 pts)
8. Muir (0 pts)
9. Sul (disparu)

## Analyse de l'œuvre

### Création de l'œuvre
En 1997, Savin Yeatman-Eiffel décide de créer un dessin animé dans la lignée de ceux ayant marqué son enfance. Pour cela, il crée son propre studio, Sav! The World Production, et monte peu à peu l'équipe artistique du projet OSR. En 2001, le pilote Molly Star Racer est un succès (LEAF Award) et fait son buzz sur Internet. L'équipe se met au travail.
Après de difficiles négociations, plusieurs gros partenaires refusant de produire une série dont le personnage principal serait une fille, Savin Yeatman-Eiffel finit par convaincre de gros partenaires de soutenir le projet et l'équipe s'envole pour le Japon à la fin de l'année 2003. Ils vont y rester deux ans et demi pour produire la série en étroite collaboration avec les équipes du studio Hal_Film_Maker, leur partenaire sur place. De nombreux artistes japonais les rejoignent comme les story-boarders Kiyoko Sayama et Soichi Masui, le directeur de l'animation Tetsuya Kumagai, ou encore les célèbres compositeurs Yōko Kanno et Taku Iwasaki.

### Thèmes abordés
Un des thèmes clés de la série est la manière dont ses personnages réagissent face à des traumatismes passés. Molly en particulier, qui a perdu sa mère très jeune dans des circonstances tragiques et qui a été rejetté par son père ensuite (il ne la reconnait même pas lorsqu'elle vient le confronter au début de la série) va apprendre à surmonter, puis à dépasser, ses blessures intérieures en prenant confiance en elle et en s'appuyant sur de nouveaux amis.
Oban Star Racers est aussi une analyse sur les choix : 
D'un côté l'humanité espérant le prix ultime pour ne pas se faire exterminer.
D'autre part les rêves qui sont induits par ce mystérieux prix (revoir un être mort, ou rendre la splendeur d'un peuple, en sont les plus marquants).
Enfin les histoires d'alliance et de pouvoirs qui sont le parallèle dans chaque épisode à la course du jour (la course entre le prince et Spirit l'illustre le mieux).
En somme, Ōban, Star Racers n'est ni plus ni moins qu'une projection du monde qui nous entoure et des défis qu'il en ressort sur un fond de compétitions.

## Anime

### Série télévisée

#### Fiche technique
- Réalisateur, créateur, auteur et producteur : Savin Yeatman-Eiffel
- Réalisateur, directeur artistique et chef personnages : Thomas Romain
- Chef méchas et chef décors : Stanislas Brunet
- Recherches personnages : Loïc Penon
- Animation 2D : Hal Film Maker (Japon)
- Animation 3D : Studio Pumpkin 3D (France)
- Musique : Taku Iwasaki
- Design sonore et mixage : Jérôme Wiciak
- Interprète des génériques : Yōko Kanno

Production technique
- Coopérations: Hewlett-Packard, Dell, Softimage, Adobe, Mental Images
- Logiciels: Softimage XSI, Photoshop, Premiere Pro, After Effects, Mental Ray

#### Liste des épisodes
La liste ci-après correspond à l'ordre de diffusion originale en France.
1. Un nouveau départ
2. Les hostilités commencent
3. Guerrier comme Grooor
4. Flamboyant comme Flint
5. Cruel comme Cérès
6. Piquée comme Para-Dice
7. Traître comme Toros
8. Agile comme Aikka
9. Surprenant comme Super Racer
10. Robuste comme Rush
11. Silencieux comme Spirit
12. Le cœur au ventre
13. Dernière ligne droite
14. Bienvenue sur Oban
15. Furieux comme Lord Furter
16. Nerveuses comme Ning et Skun
17. Optimisé comme Ondaï
18. Monstrueux comme Muir
19. L'origine du monde
20. Secret comme Sul
21. Omniscient comme O
22. Révélations
23. Cruel comme Kross
24. La revanche de Canaletto
25. Le triomphe de Canaletto
26. Le moment de vérité

### Doublage
| Personnage      | Voix française         | Voix japonaise   |
| --------------- | ---------------------- | ---------------- |
| Molly / Eva Wei | Gabrielle Jéru         | Junko Noda       |
| Jordan Wilde    | Thomas Guitard         | Keiichirō Satomi |
| Don Wei         | Jérôme Keen            | Unshō Ishizuka   |
| Koji            | Vincent Latorre        | Yoshinori Fujita |
| Stan            | Nicholas Mead          | Keisuke Fujii    |
| Prince Aikka    | Rémi Caillebot         | Hiroaki Miura    |
| Satis           | Nicolas Mead           | Masashi Hirose   |
| Maya Wei        | Sarah Bouché de Vitray | Tomoko Kobashi   |
| Canaletto       |                        |                  |
| L'Avatar        | Mathieu Barbier        | Banjō Ginga      |

| Personnage           | Voix française    | Voix japonaise   |
| -------------------- | ----------------- | ---------------- |
| Rick Thunderbolt     | Alexandre Coadour | Junichi Suwabe   |
| Cérès                |                   |                  |
| Flint                | Laurent Maurel    | Hitoshi Horikawa |
| Grooor               | Omar Yami         | Jin Horikawa     |
| Para-Dice            | Johanna Menuteau  | Yuri Shiratori   |
| Rush                 |                   | Kenji Nomura     |
| Spirit               |                   |                  |
| Colonel Toros        | Mathieu Barbier   | Banjō Ginga      |
| Juges d'Arouas       | Philippe Resneau  |                  |
| Vieux juges d'Arouas | Yamin Dib         |                  |

| Personnage    | Voix française | Voix japonaise   |
| ------------- | -------------- | ---------------- |
| Lord Furter   |                | Tetsuo Gotō      |
| Général Kross | Gérard Morales | Shōzō Iizuka     |
| Muir          |                |                  |
| Ning          |                | Ai Orikasa       |
| O             |                |                  |
| Ondai         |                | Hideo Watanabe   |
| Skun          |                | Tomoko Hiratsuji |
| Sul           |                | Keiji Fujiwara   |

Voix additionnelles
- Lauren Alexandre : la directrice du pensionnat
- Patrick Delage
- Gwenaëlle Deram
- Sophie Legrand
- Manuel Pires
- Stéphane Ropert
- Savin Yeatman-Eiffel

 Source et légende : version française (VF) sur RS Doublage, Planète Jeunesse et Anime News Network 

## Staff
- Coopérations des productions : Adobe, Alias Systems Corporation, Next Limit Technologies (en), Avid Technology, Liquid Dream Solutions
- Logiciels des productions : Adobe Photoshop, Alias Maya, RealFlow (en), Avid DS (en), Butterfly Net Render
- Projet : Jetix France, France 3, Bandai Visual

## Produits dérivés

### Blu-ray
- Oban Star-Racers - Regular edition & Collector edition (disponible depuis début 2023 à la suite du succès d'une campagne de financement participatif sur Kickstarter[3])

### DVD
- Ōban, Star-Racers - Cycle I : Le cycle d'Arouas (21 novembre 2006) (ASIN B000J0ZQKU)
- Ōban, Star-Racers - Cycle II : Le cycle d'Oban (11 février 2007) (ASIN B000K7UDA0)
- Ōban, Star-Racers - L'intégrale (16 octobre 2007) (ASIN B000UE7OPU)

Nombreuses éditions à l'étranger dont États-Unis chez Shout Factory

### Livres
- The Art of Ōban, Star-Racers (FR) - Publié chez Carabas (mars 2009)
- The Art of Ōban, Star-Racers (EN) - Prévu chez Titan Books (novembre 2009)
- Molly, 15 ans, dernier espoir de la Terre (FR) - Publié chez Hachette Jeunesse (fin 2008)

### Musique
- Ōban, Star-Racers, Bande Originale vol.1 - Wasabi (février 2007)
- Ōban, Star-Racers, Bande Originale vol.1, collector box édition - Wasabi (février 2007)

### Figurines collectors
- Molly Art-Toy - Muttpop (août 2008)
- Molly Art-Toy, vers. XTra Spicy Twilight - Muttpop (novembre 2008)
- Molly Art-Toy, vers. spéciale Japan-Expo 2009 (juillet 2009)

### Jeu vidéo
- Oban Star-Racers panEuropean multiplayer game - Little Loud (Flash Forward Finalist) (2006)[11]
- Oban Dreams pour Playstation Dreams - Sky Isle Studios (2021)

## Prix et récompenses
- London Animation and Effects Festival 2001 : Leaf Award pour l'épisode pilote
- Imagina Awards 2002 : nomination pour le meilleur montage
- Grand Prix Animeland 2007 : meilleure série d'animation non-japonaise 2006 (décerné par les lecteurs du magazine AnimeLand)
- Polymanga 2007 : Grand Prix du Divertissement Eurojap Award (Polymanga est la plus importante convention anime/manga en Suisse)
- Children BAFTA Awards 2007 (l'équivalent des Oscars et des Emmies combinés en Grande-Bretagne) : nomination dans la catégorie meilleure série d'animation

## Autour de l'œuvre
- Inspirée en partie par les grands animés classiques japonais de la fin des années 1970 et du début des années 1980 qui ont fortement marqué le créateur de la série dans sa jeunesse, Ōban Star-Racers est une grande fresque épique remplie de mystères et de personnages forts, et qui accorde une large place à l'émotion.
- Elle a été produite pour la plus large part au Japon, où toute l'équipe artistique de Sav! The World a vécu et travaillé pendant toute la durée de la production.
- En 2001, Sav! The World réalisa un pilote sous forme de clip intitulé Molly, Star-Racer. Il était entièrement en 3D cel-shading, telle que devait être réalisé à l'origine la série. La musique utilisée était un remix eurobeat d'une chanson de Ayumi Hamasaki par Y&Co.. Malgré la grande popularité de ce pilote sur internet et sa diffusion auprès d'autres professionnels et lors de festivals, l'équipe de Sav! The World mit plusieurs années à réunir les financements nécessaires à la production de la série. N'ayant pas pu obtenir officiellement les droits de la musique utilisée, ce pilote n'a rapidement plus été utilisé ni diffusé par Sav! The World.
- En 1997, le premier nom du projet était Ōban Racers. Le nom changea pour Molly, Star-Racer lors de la réalisation du pilote, mais le titre original fut ensuite repris.
- La longue période de recherche de financement (6 ans entre le premier concept et le début de la production fin 2003) fut en grande partie due au refus de Savin Yeatman-Eiffel de modifier les choix artistiques de son projet, notamment de réduire la place réservée à l'émotion dans la série, et de changer son héroïne en héros comme le demandait le premier investisseur pressenti. Refusant de fait de laisser le dernier mot sur les questions artistiques à ses partenaires financiers, comme cela se passe généralement dans le milieu du dessin animé, Sav! The World dut continuer ses recherches de financement pendant encore plusieurs années en dépit du succès de son pilote de 2001.
- Les génériques utilisés pour la version française sont des versions raccourcies sur la demande de France 3. Cependant, contre toute attente, France 3 a finalement diffusé comme bande annonce la version longue du générique pendant plusieurs semaines avant le lancement de la série en France. Cette version longue comportait une première partie de la chanson en japonais et le reste en français. En effet la chanson française ayant été enregistrée sur le générique remonté pour France 3, il n'en existe pas de version longue.
- Pour la diffusion aux États-Unis, la chanson du générique de début a été remplacé par une chanson complètement différente intitulée Never Say Never. La chanson du générique de fin aux États-Unis avait également été remplacée, avant que la chanson originale de Yōko Kanno ne soit réinsérée. Dans d'autres pays, le générique de début original a été repris bien que dans une version entièrement remixé.
- La version anglaise (diffusée aux États-Unis) comporte quelques différences graphiques mineures demandées par le diffuseur. Contractuellement, Jetix peut effectuer jusqu'à plusieurs minutes de coupes ou modifications sur chaque épisode. Elles n'ont pas toutes été répertoriées jusqu'à présent. On sait par exemple que le champagne que porte Rick dans l'épisode 1 est devenu bleu dans la version diffusée aux États-Unis, et que le signe de décapitation de la main esquissé par Aikka dans l'épisode 14 a été supprimé.
- L'orthographe originale de Aikka était Aika (ou Aïka selon les sources). Elle a été changée avant le début de la diffusion car ce nom était déjà déposé.
- La version française de la série, enregistrée en premier, est la version originale de la série. Savin Yeatman-Eiffel s'est particulièrement impliqué dans les différentes versions de la série - un fait rare en animation - puisqu'il a dirigé en personne les voix françaises afin d'obtenir un jeu d'acteurs au plus proche de son intention initiale, et a passé plusieurs semaines au Canada pour superviser le doublage de la version anglaise. Cette dernière a néanmoins servi de référence pour les adaptations dans toutes les autres langues (y compris la version japonaise).
- Bien qu'elle n'ait pas été diffusée en HD, la série a été masterisée dans une résolution compatible HD - plus précisément en 1080p/24 4/3. Le 16/9 n'a pas été utilisé pour des questions de budget et de délais de production : le 16/9 aurait rallongé les temps de rendu 3D et demandé beaucoup plus de ressources en termes de stockage (pour la 3D et le compositing 2D/3D).
- Le pensionnat Stern partage son nom avec le personnage d'Ulrich Stern de la série Code Lyokô sur laquelle Thomas Romain, directeur artistique d'Ōban, Star-Racers, a aussi travaillé.

## Possible suite et spin-off
Au cours du Japan Tours Festival 2017, le créateur d'Oban, Savin Yeatman-Eiffel, a laissé entendre  qu'il travaillait sur une suite et un spin-off potentiels avec Thomas Romain. Le 2 mars 2017, il postait un concept art montrant Molly et le Prince Aikka plus âgés. Une featurette du Blu-ray d'Oban présente plus en détail les différentes pistes suivies. 

## Sources